# Íris SC
Az Íris SC egy 1991-ben alapított magyar női labdarúgócsapat volt. Székhelye Budapesten volt. Egyszeres magyar bajnoki bronzérmes és egyszeres kupadöntős.

## Története

### Az egyesület nevei
A klub fennállása során több alkalommal is nevet változtatott. Ezek a következők voltak:
- Íris SC
- Íris-Budapest SC
- Íris-Hungaro-Kábel SC
- Íris-Hungaro-Inárcs
- Íris-Olimpia NFK

## Eredmények
- Magyar bajnokság
  - bronzérmes (1): 1998–99
- Magyar kupa
  - döntős (1): 2004

## Híres játékosok
| - Bajkó Rita - Bökk Katalin - Buj Emese - Haviár Magdolna - Judik Barbara - Markó Edina - Molnár Mónika |  | - Nagy Barbara - Nagy Mariann - Pádár Anita - Szabó Boglárka - Szabó Ildikó - Téglási Eleonóra |